# Patricia Wettig
Patricia Wettig (n. 4 decembrie 1951, Cincinnati, Ohio) este o actriță americană, câștigătoare a unui premiu Emmy și a premiului Globul de Aur pentru cea mai bună actriță de televiziune într-o dramă.

## Filmografie

### Film
| An   | Titlu                                        | Rol             | Note                                |
| ---- | -------------------------------------------- | --------------- | ----------------------------------- |
| 1991 | Guilty by Suspicion                          | Dorothy Nolan   | Domestic Total Gross: $9,480,198    |
| 1991 | City Slickers                                | Barbara Robbins | Worldwide Total Gross: $179,033,791 |
| 1993 | Me and Veronica                              | Veronica        |                                     |
| 1994 | City Slickers II: The Legend of Curly's Gold | Barbara Robbins | Domestic Total Gross: $43,622,150   |
| 1997 | Bongwater                                    | Mom             |                                     |
| 1998 | Dancer, Texas Pop. 81                        | Mrs. Lusk       |                                     |
| 1998 | Nightmare in Big Sky Country                 | Judge           |                                     |

### Televiziune
| An        | Titlu                                            | Rol                                        | Note |
| --------- | ------------------------------------------------ | ------------------------------------------ | --- |
| 1982      | Parole                                           | Maureen                                    | TV movie |
| 1984      | Remington Steele                                 | Barbara Frick                              | 1 episode "Blood Is Thicker Than Steele" |
| 1985      | Hill Street Blues                                | Mrs. Florio                                | 1 episode "The Life and Time of Dominic Florio Jr." |
| 1986      | Stingray                                         | Annie Murray                               | 1 episode "Below the Line" |
| 1986-87   | St. Elsewhere                                    | Joanne                                     | 6 episodes |
| 1987      | L.A. Law                                         | Carolyn Glasband                           | 1 episode "Beef Jerky" |
| 1987–1991 | Thirtysomething                                  | Nancy Krieger Weston                       | Primetime Emmy Award for Outstanding Lead Actress in a Drama Series (1990, 1991) Primetime Emmy Award for Outstanding Supporting Actress in a Drama Series (1988) Golden Globe Award for Best Actress – Television Series Drama (1990) |
| 1988      | Police Story: Cop Killer                         | Dede Mandell                               | TV movie |
| 1991      | Silent Motive                                    | Laura Bardell                              | TV movie |
| 1992      | Taking Back My Life: The Nancy Ziegenmeyer Story | Nancy Ziegenmeyer                          | TV movie |
| 1994      | Parallel Lives                                   | Rebecca Ferguson Stone                     | TV movie |
| 1995      | The Langoliers                                   | Laurel Stevenson                           | Miniseries |
| 1995      | Nothing But the Truth                            | Jill Ross                                  | TV movie |
| 1995      | Kansas                                           | Virginia 'Giny' Mae Farley                 | TV movie |
| 1995      | Courthouse                                       | Judge Justine Parkes                       | Lead role, 13 episodes |
| 1997      | Frasier                                          | Stephanie                                  | 1 episode "To Kill a Talking Bird" |
| 1998–1999 | L.A. Doctors                                     | Eleanor Riggs-Cattan                       | 8 episodes |
| 2002      | Breaking News                                    | Alison Dunne                               | 5 episodes |
| 2002      | Boomtown                                         | Nora Jean Flannery                         | 1 episode "Reelin' in the Years" |
| 2002–2004 | Alias                                            | Dr. Judy Barnett                           | 12 episodes |
| 2005      | Lackawanna Blues                                 | Laura's Mother                             | TV movie |
| 2005–2007 | Prison Break                                     | Vice President/President Caroline Reynolds | 18 episodes |
| 2006–2011 | Brothers & Sisters                               | Holly Harper                               | Series Regular, Left in season 5 |
| 2010      | The 19th Wife                                    | BeckyLyn                                   | TV movie |